# Кінгс-Лінн
Кінгс-Лінн, (англ. King's Lynn), до 1537 року відоме як Бішопс-Лінн (англ. Bishop’s Lynn) — портове та ринкове місто, що знаходиться в районах Кінгс-Лінн і Західного Норфолку у графстві Норфолк, Велика Британія. Місто розташоване за 158 км на північ від Лондона.

## Історія міста
Існує думка про те, що найменування Лінн може походити від водойми поблизу міста, утвореної від валлійського слова «llyn» (озеро). В англосаксонському варіанті є термін «lean», що в перекладі означає «володіння фермою», тому це поняття є більш наближеним до походження назви міста.
В Книзі Судного дня 1085 року є згадка про засолювання в Лені (Лінн). Вважається, що у той час там могла існувати зона розділених басейнів.
Місто носило назву Лен Епіскопі (Бішопс Лінн) коли перебувало під світською та духовною юрисдикцією єпископа Норвіча. Під час правління Генріха VIII воно потрапило у володіння корони та отримало назву Ленне Регіс або Королівський Лінн.
У книзі Домесдей назва міста вказана як Лун і Ленн та безпосередньо пов'язана з єпископом Елмхема та архієпископом Кентерберійським. Місцеві жителі зазвичай використовують скорочену назву міста — Лінн.
Місто виникло на півдні від того місця, де річка Грейт-Уз зараз впадає в Уош. Вперше згадане у реєстраційних документах лише на початку XI століття.
У 1101 році єпископ Герберт де Лосінга з Тетфорда почав будувати перше середньовічне місто між річками Пурфліт на півночі та Мілл-Фліт на півдні. Він наказав збудувати у місті церкву Святої Маргарити та дозволив торгувати у суботу. Торгівля розвивалася вздовж водних шляхів, які простягалися вглибину країни, тому місто розташувалося між двома річками.
У XIV столітті місто Кінгс-Лінн вважалося найважливішим портом Великої Британії. Місто мало таке ж важливе значення для країни в середні віки, як Ліверпуль під час промислової революції.
Під час широкомасштабної різанини 1189 року єврейська громада Лінна XII століття була знищена.
В 1421 році після пожежі у місті відбудували ратушу Трініті. Для захисту міста були зведені стіни, до яких входили Південні та Східні ворота.
У місті збереглися два колишніх склади Ганзької ліги: Будинок Ганзи 1475 року, Склад Маріотта, що використовувався у період між XV і XVII століттями. Це єдині  будівлі Ганзької ліги (англ. Hanseatic League) в Великій Британії, що існують до сьогодні.
У XVI столітті купець Томас Торсбі збудував у місті Торсбі-коледж у якому розміщувалися священники Гільдії Святої Трійці. В 1524 році у місті вперше з'явилася посада мера.
З 1537 року місто перебувало під владою корони. Згодом два річних ярмарки міста скоротилися до одного. Через чотири роки король Генріх VIII закрив бенедиктинський монастир і три міських монастирі.
У XVI столітті у місті створено водопровід. Лінн страждав від спалахів чуми в 1516, 1587, 1597, 1636 та в 1665 роках. Після пожежі, яка виникла у 1572 році, використання солом'яних дахів будинків було заборонено. Під час громадянської війни в Великій Британії місто Лінн отримало підтримку парламенту, але вже у серпні 1643 року воно потрапило у руки роялістів. Зять Олівера Кромвеля Валентайн Волтон, був призначений губернатором міста.
Архітектор Генрі Белл, в 1683 році, який колись був мером Кінгс-Лінн спроектував та був ініціатором будівництва митниці у місті.
У XVI—XVII століттях основним експортним товаром міста було зерно. Місто Лінн більше не вважалося великим міжнародним портом, але залізо та ліс імпортувалися. Натомість, воно стало великим рибальським портом. Будинок рибальства Гренландії на Брідж-стріт був побудований у 1605 році. До кінця XVII століття також розвинулося суднобудування та виробництво скла.
На початку XVIII століття Даніель Дефо назвав місто «красивим, добре побудованим і добре розташованим». Процвітало кораблебудування, як і пов'язані з ним ремесла, такі як виготовлення вітрил і мотузок. Важливою галуззю було пивоваріння. Норвічська компанія коміків відвідувала місто з 1750-х років, а у 1766 році був створений постійний театр. Перший банк у Кінгс-Лінн відкрився в 1784 році.
Резонансним прикладом жорстокості покарання у місті стало засудження до повішення семирічного хлопчика Майкла Гаммонда та його 11-річної сестри Енн за крадіжку шматка хліба 28 вересня 1708 року. Дітей публічно стратили біля Південних воріт. Членом парламенту на той час був сер Роберт Волпол, який вважається першим прем'єр-міністром Великої Британії.
Інфраструктура міста покращилася у XX столітті. Музей відкрився в 1904 році, а бібліотека — в 1905 році. Перший кінотеатр «Меджестік» офіційно відкрився 23 травня 1928 року. (Рік зазначено на вітражі передньої частини будівлі).
Під час Першої світової війни Кінгс-Лінн було одним із перших міст Великої Британії, яке зазнало повітряного бомбардування в ніч на 19 січня 1915 року морським цепеліном L4. Було скинуто 11 бомб, які заподіяли величезних руйнувань. Було убито двоє людей на вулиці Бентінк, а багато зазнали поранень. Коли в 1939 році почалася Друга світова війна, вважалося, що Кінгс-Лінн захищене від бомбардувань, тому багато евакуйованих жителів було відправлено з Лондона, але місто зазнало декількох атак.
В 1960-х роках відбулося перепланування центру міста, багато попередніх будівель було знесено. Спортивний центр «Lynnsport» відкрили у 1982 році.
З 2004 року ведеться робота з відновлення міста. Ванкуверський торговий центр 1960-х років (нині Ванкуверський квартал) був відремонтований у 2005 році.
В 2006 році Кінгс-Лінн став першим членом Ганзи (нім. Die Hanse), мережі міст по всій Європі, які історично належали до Ганзської ліги. Ліга була впливовою середньовічною торговельною асоціацією торгових міст навколо Балтійського та Північного морів, яка сприяла розвитку Лінна. В лютому 2015 року королева Єлизавета II відкрила пожежну станцію у місті.

## Географія
Місто розташоване за 156 км на північ від Лондона та за 71 км на захід від Норвіча. Площа Кінгс-Лінна становить 11 квадратних миль (28 км2).
Клімат у Кінгс-Лінні помірний океанічний. Середня річна температура вдень становить близько 14 °C. Січень є найхолоднішим місяцем із середньою мінімальною температурою від 0 до 1 °C. Липень і серпень найтепліші, із середньодобовою максимальною температурою приблизно 21 °C.
Поблизу Кінгс-Лінна є дві метеорологічні станції: Terrington St Clement, приблизно за 4 милі (6 км) на захід, і RAF Marham, приблизно за 10 миль (16 км) на південний схід.
Найбільшим з парків міста є «The Walks», історичний міський парк площею 17 гектарів у центрі Кінгс-Лінн. Це єдиний міський маршрут у Норфолку, який зберігся з 18 століття. Лотерейний фонд «Heritage Lottery Funds» пожертвував 4,3 мільйони фунтів стерлінгів на його реставрацію. Серед відомих історичних пам'яток — «Червона гора» (англ. the Red Mount) та каплиця 15-го століття, яка входить до списку пам'яток II ступеня. У 1998 році «The Walks» був визначений спадщиною Великої Британії як національний історичний парк II ступеня. Раніше цей парк не був задуманий як муніципальний парк, а як променад для місцевих жителів, подалі від бруду та метушні центру міста.
Ще один парк на півдні міста — «Harding's Pits». Ця зона відкритого простору з великими скульптурами відображає історію міста.

## Економіка
Кінгс-Лінн — центр риболовлі та морепродуктів. У ньому існувало виробництво скла та дрібне машинобудування. Зазвичай будувалися ярмаркові та парові машини. 
У Кінгс-Лінн все ще існує багато галузей, пов'язаних із сільським господарством, у тому числі харчова. Є кілька хімічних заводів. Воно вважається регіональним центром для ще малонаселеної частини Великої Британії.
У 2008 році Кінгс-Лінн було таким, що найшвидше розвивається у Великій Британії.
У 2008 році німецька компанія «Palm Group» почала будівництво однієї з найбільших у світі машин з виробництва паперу у місті. Завдяки швидкості полотна до 2000 метрів за хвилину та ширині полотна 10 метрів, ця машина може виробляти 400 000 тонн газетного паперу на рік із 100-відсотково переробленого паперу. Її запустили 21 серпня 2009 року. 
У Кінгс-Лінн є засоби для перевезення сухих насипних вантажів, таких як зернові, і рідких насипних продуктів, таких як нафтопродукти для «Pace Petroleum». У місті обробляється деревина, імпортована зі Скандинавії та Балтії та існують механізми для обробки сталі.
У центрі міста знаходяться недорогі магазини. Присутні також розважальні центри, бари та ресторани.
Другорядною галуззю у Кінгc-Лінн є туризм. Відвідувачів з різних куточків світу приваблює історичний центр міста Сандрінгем-хаус та заміські будинки у цьому районі. У місті та в сусідньому Фенленді збудовані одні з найкращих історичних церков у Великій Британії.

## Освіта
В місті розташовані три з чотирьох середніх шкіл Кінгс-Лінна: Королівська академія Лінна, школа короля Едуарда VII та середня школа Спрінгвуд. Четверта, середня школа Сент-Клементс, знаходиться в сусідньому селі Терінгтон Сент-Клемент.
Школа короля Едуарда VII відома своїм факультетом фізичного виховання, академія своїми математичними спеціальностями, а Спрінгвуд — сценічним мистецтвом і драмою.
Міський коледж, в подальшому Коледж західної Англії, був створений у 1894 році як Технічна школа Кінгс-Лінн. У 1973 році його було перейменовано в Норфолкський коледж мистецтв і технологій, а в 1998 році він об'єднався з Кембриджширським коледжем сільського господарства та садівництва та став Коледжем західної Англії.

## Культура
Місто має історичну хокейну команду «The Pelikans» («Пелікани»), створену в 1920 році, зараз грає в «Ліннспорті». До 1996 року ця команда базувалася в сусідньому Норт Ранктоні.
Баскетбольний клуб «King's Lynn Fury», раніше грав у Національній лізі за межами «Lynnsport» і представляв місто в національних змаганнях з 2004 до 2017 року. «Lynn Nets», створений у 2008 році, також бере участь в місцевих змаганнях.
В 2010 році було створено футбольну команду міста «King's Lynn Town», яка грає у Національній лізі. Команду створили взамін оригінального клубу «King's Lynn F.C.», який було закрито у грудні 2009 року.
У березні 2016 року відкрито музей «Stories of Lynn» як частина комплексу ратуші Кінгс-Лінн. Він розташований у підземеллі Трініті ратуші 15-го століття.
Місто має свій Музей рибалок «True's Yard Fisherfolk Museum», що підтримується волонтерами.
З 2013 року існує місцевий, відзначений нагородами Військовий музей, а також Музей Лінна, яким керує Служба музеїв Норфолка на Маркет-стріт.
Британська піаністка Рут Фермой, переїхала до Кінгс-Лінну у 1931 році як наречена лорда Едмунда Фермоя, який став мером міста та місцевим депутатом. Вона допомагала організовувати концерти професійної музики високого рівня.
Головним музичним і мистецьким фестивалем у Західному Норфолку є фестиваль «King's Lynn». Він відомий насамперед класичною музикою, але також щороку тут проводяться джазові, хорові, фольклорні, оперні, танцювальні виступи та виставки.
Міська ратуша належить до Національного фонду Великої Британії та орендується Радою районів Кінгс-Лінн і Західного Норфолку. Різні групи орендують будівлю для річних програм театрів, музики, лекцій і кіно.

## Персоналії
- Роберт Армін (1563—1615), актор «Слуги лорда-камергера», письменник, народився в Бішопс-Лінн.
- Роберт Барнс (прибл. 1495—1540), англійський реформатор.
- Томас Бейнс (1820—1875), художник, дослідник Африки та Австралії, народився в Кінгс-Лінн.
- Вільям Балі (1814—1861), лікар королеви Вікторії, народився та виріс у Кінгс-Лінн.
- Чарльз Берні (1757—1817), вчений і бібліофіл, народився в Лінн.
- Емілі Белл (нар. 1965), журналіст і науковець, народилася в Кінгс-Лінн.
- Мартін Брандл (народився в 1959 році), гонщик Формули-1 і коментатор, народився в Кінгз-Лінн.
- Фредерік Роберт Баклі (1896—1976), автор і телеведучий.
- Сара Берні (1772—1844), прозаїк, народилася в Лінн.
- Френсіс Берні (1752—1840), прозаїк, народилася в Лінн.
- Річард Карпентер (1929—2012), актор, сценарист і письменник, народився в Кінгс-Лінн.
- Джозеф Дайнс (1886—1918), англійський футболіст-любитель, золотий медаліст Олімпійських ігор (1912), народився в Кінгс-Лінн.
- Гудвін (1817—1878) єгиптолог, знавець Біблії та суддя Верховного суду Великої Британії у справах Китаю і Японії, народився та виріс у Кінгс-Лінн.
- Френсіс Гудвін (1784—1835), архітектор, народився в Кінгс-Лінн.
- Гарві Гудвін (1818—1891), єпископ і релігійний письменник, народився і виріс у Кінгс-Лінн.
- Флоренс Грін (1901—2012), одна з найстаріших британок, ветеран Першої світової війни, переїхала до Кінгс-Лінна в 1920 році.